# Monte Cimone (Orobie)
Il Monte Cimone è una montagna delle Alpi Orobie alta 2.530 m s.l.m. situata nel comune di Valbondione, in alta valle Seriana, in Provincia di Bergamo.
Si trova nella zona del Rifugio Curò, a sud del Lago Barbellino e a sud-est di Pizzo Recastello e Pizzo dei Tre Confini, sul versante orografico sinistro della Val Cerviera. Dalla sua vetta si possono ammirare molte delle vette più importanti delle Alpi Orobie, tra cui Pizzo del Diavolo di Tenda, Pizzo Redorta, Pizzo Coca, Pizzo del Diavolo della Malgina, Pizzo Recastello, Pizzo Tre Confini e Pizzo della Presolana.

## Accessi
Per raggiungere la vetta si parte generalmente da Valbondione. Si percorre il sentiero 305 e una volta giunti al rifugio Curò si costeggia il lago del Barbellino fino al bivio per la Val Cerviera. Si risale la valle passando dai Laghetti di Val Cerviera, e puntando ad una sella a sinistra della vetta si perviene in cresta. Da qui si guadagna l'anticima e infine la vetta, dopo circa 4 ore di cammino.
È anche possibile seguire un itinerario meno frequentato che prevede la partenza da Lizzola. Si attraversano le Piane di Lizzola e si segue il sentiero 304 fino al colle che separa i monti Toazzo e Pomnolo. Da qui si prende una traccia a destra per guadagnare la vetta del Pomnolo, per poi ridiscendere verso nord seguendo la cresta che lo collega al Cimone. Si raggiunge poi la vetta di quest'ultimo dopo essere passati dall'antecima.